# Michel Vermeulin

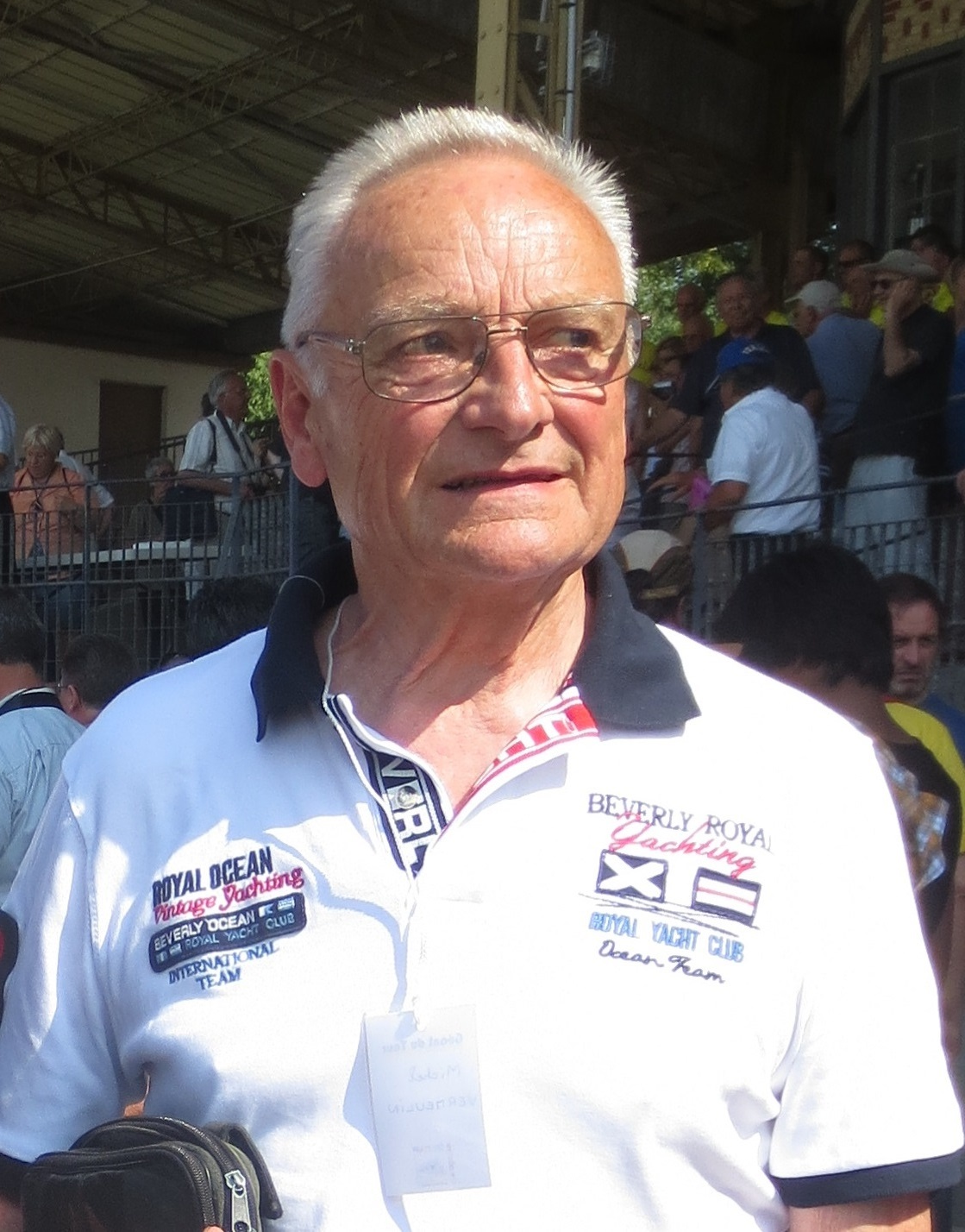
Michel Vermeulin während der Tour de France 2013

Michel Hervé Vermeulin (* 6. September 1934 in Paris) ist ein ehemaliger französischer Radrennfahrer und Olympiasieger.
1956 startete Michel Vermeulin in drei Disziplinen bei den Olympischen Spielen in Melbourne. In der  Mannschaftswertung der Straßenfahrer – die Zeiten der besten drei Fahrer einen Nation im Straßenrennen wurden addiert – errang er Gold, gemeinsam mit René Abadie, Arnaud Geyre und Maurice Moucheraud. Im Einzel-Straßenrennen belegte er Rang zwölf, und in der Mannschaftsverfolgung gewann er Silber, mit Jean-Claude Lecante, Jean Graczyk und René Bianchi. Das Einzelzeitfahren Grand Prix de France gewann er 1956.
1958 wurde Vermeulin Profi, jedoch blieben in der Folge die ganz großen Erfolge aus. 1959 gewann er gemeinsam mit einer Mannschaft, die aus Jacques Anquetil, André Darrigade, Seamus Elliott und Jean Graczyk bestand, den Trofeo Longines in Italien. 1960 siegte er beim GP Fourmies. Dreimal startete er bei der Tour de France; 1959 trug er drei Tage lang das Gelbe Trikot und wurde 20. der Gesamtwertung. 1966 beendete er seine Radsport-Laufbahn.